# 莱塞格利斯-达让特伊
莱塞格利斯-达让特伊（法語：Les Églises-d'Argenteuil，法語發音：[le.z‿eɡliz daʁʒɑ̃tœj]）是法国滨海夏朗德省的一个市镇，位于该省东部，属于圣让当热利区。该市镇总面积14.29平方公里，2009年时的人口为519人。

## 人口
莱塞格利斯-达让特伊人口变化图示